# Sint-Uriëlkerk (Sea Girt)
De Sint-Uriëlkerk (Engels: Saint Uriel’s Episcopal Church of Church of Saint Uriel the Archangel) is een kerk van de Episcopaalse Kerk gelegen in de borough Sea Girt, in de Amerikaanse staat New Jersey. De kerk is een opererend lid van de Anglicaanse Gemeenschap en houdt zich aan de katholieke en orthodoxe tradities van het anglicanisme, dat wil zeggen, een volgeling van het anglo-katholicisme, die vergelijkbaar is met de Hoge Kerk.
Het is een van de drie kerken in de Verenigde Staten gewijd aan de Aartsengel Sint-Uriël, de andere twee zijn Eritrees-orthodoxe tewahedo kerk van Aartsengel Sint-Uriël in Elmwood Place, Ohio, en Presbyteriaanse kerk van Uriël in Chester, South Carolina.